# Memorial Cup 1921
Der Memorial Cup 1921 war die dritte Austragung des gleichnamigen Turniers. Teilnehmende Mannschaften waren als Meister ihrer jeweiligen Ligen die Stratford Midgets (Ontario Hockey Association) und die Winnipeg Falcons (Manitoba Junior Hockey League). Der Turniermodus sah zwei Partien vor, in denen der Sieger ausschließlich anhand der erzielten Tore ermittelt wurde.
Die Winnipeg Falcons gewannen nach zwei Spielen mit 11:9 Toren ihren ersten Memorial Cup. Das Turnier wurde in Toronto ausgetragen.

## Ergebnisse
| 24. März 1921 | Winnipeg Falcons | 9:2 (-:-, -:-, -:-) | Stratford Midgets | Arena Gardens, Toronto |

| 26. März 1921 | Winnipeg Falcons | 2:7 (-:-, -:-, -:-) | Stratford Midgets | Arena Gardens, Toronto |

## Memorial-Cup-Sieger
Die Mannschaft der Winnipeg Falcons bestand aus den Spielern Freddie Comfort, Wally Fridfinnson, Sammy McCallum, Harold McMunn, Herb McMunn, Harry Neil, Frank Woodall, Art Somers, Dave Patrick und Bill McPherson. Manager und Trainer des Teams war Connie Neil.

## Anmerkung
1. ↑  Als mögliches Datum der zweiten Partie wird auch der 27. März 1921 genannt.